# Vaksince
Vaksince (makedonska: Ваксинце) är en ort i Nordmakedonien. Den ligger i kommunen Lipkovo, i den norra delen av landet, 30 kilometer nordost om huvudstaden Skopje. Vaksince ligger 463 meter över havet och antalet invånare är 2 095.